# Nuovo Olimpo
Nuovo Olimpo é um filme de drama romântico italiano de 2023 de Ferzan Özpetek. Estreou no Festival Internacional de Cinema de Roma em 22 de outubro de 2023 e foi lançado na Netflix em 1 de novembro de 2023.

## Sinopse
Conta a história de dois homens que se conhecem e se apaixonam na Roma do final da década de 1970, apenas para serem separados inesperadamente. 

## Elenco
- Damiano Gavino como Enea Monte
- Andrea Di Luigi como Pietro Gherardi
- Luisa Ranieri como Titti
- Greta Scarano como Giulia
- Aurora Giovinazzo como Alice
- Alvise Rigo como Antonio
- Giancarlo Commare como Ernesto "Molotov"

## Produção
O filme foi rodado inteiramente em Roma, especificamente no Municipio III e Monte Sacro. A filmagem começou em novembro de 2022.

## Lançamento
O filme estreou no Festival Internacional de Cinema de Roma em 22 de outubro de 2023. Mais tarde, foi lançado na Netflix em 1º de novembro.
Um teaser trailer do filme estreou durante a primeira noite do Festival de Música de Sanremo 2023. O trailer oficial foi lançado em 19 de setembro de 2023.

## Recepção
John Sooja, da Common Sense Media, chamou o filme de "maravilhosamente filmado", mas escreveu: "Embora o filme serpenteie um pouco no terço intermediário e final, saltando de um período para outro, a resolução inevitável talvez pareça um pouco anticlimática no momento em que acontece."

## Prêmios e indicações
| Associações                | Categoria                      | Nomeações    | Resultado |
| -------------------------- | ------------------------------ | ------------ | --------- |
| GLAAD Media Awards de 2024 | Melhor Filme - Streaming ou TV | Nuovo Olimpo | Indicado  |